# Anigozanthos pulcherrimus
Anigozanthos pulcherrimus là một loài thực vật có hoa trong họ họ Huyết bì thảo. Loài này được Hook. mô tả khoa học đầu tiên năm 1845.